# Їтка Чванчарова
Їтка Чадек Чванчарова (чеськ. Jitka Čadek Čvančarová; 23 березня 1978, Мельник, Чехословаччина) — чеська акторка та співачка. Амбасадорка доброї волі ЮНІСЕФ.

## Біографія
Після закінчення початкової школи імені Ярослава Зайферта та середньої будівельної школи в Мельнику, у 2000 році вона вивчала музичну акторську майстерність в Академії театрального мистецтва імені Яначека в Брно, де здобула ступінь магістра мистецтв (MgA.). У 2000-2007 роках вона постійно працювала в Муніципальному театрі в Брно. До 2019 року вона була гостею на кількох празьких театральних сценах, без постійного ангажування.
З 2004 року веде передачу «Автосалон» на телебаченні «Прима». У 2010 році вона змагалася з Лукашем Хойданом у четвертому ряду танцювального шоу публічної програми ČT1 StarDance… коли зірки танцюють. 
У 2020 році перемогла у сьомій серії телеконкурсу «Твоє обличчя має відомий голос». 

## Особисте життя
24 вересня 2011 одружилася з танцюристом Петром Чадеком в Мельнику. 28 січня 2012 народила дочку Олену Емілі, а 16 липня 2018 — сина Теодора Крістіана. Вона разом із чоловіком працювала над серіалом Гршебейка «До вух » або комедією Седлачека «Dědictví an Kurvaseneříká». 
У 2007 році стала патронесрю благодійної організації DebRA CR, яка надає допомогу людям із бульозним епідермолізом.  
У 2010 році почала працювати з Дитячим фондом ООН (ЮНІСЕФ), а в лютому 2015 року була призначена амбасадоркою доброї волі ЮНІСЕФ у Чехії. 

## Вибіркова фільмографія
- Розфарбований птах (2019)
- Лабіринт (2015)